# Győrszemere
Győrszemere è un comune di 3 039 abitanti situato nella contea di Győr-Moson-Sopron, nell'Ungheria nordoccidentale.